# Boris Borissowitsch Piotrowski

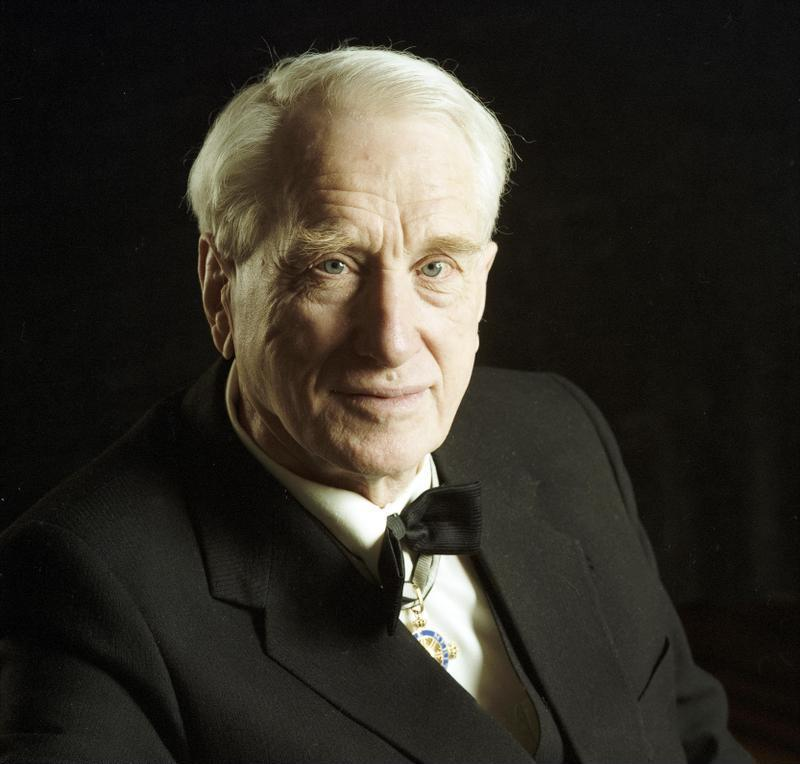
Boris Borissowitsch Piotrowski (1988)

Boris Borissowitsch Piotrowski (russisch Борис Борисович Пиотровский, wiss. Transliteration Boris Borisovič Piotrovskij; * 14. Februar 1908 in Sankt Petersburg; † 15. Oktober 1990 ebenda) war ein russischer Archäologe und Direktor der Eremitage in Leningrad.

## Leben und Wirken
Piotrowski studierte seit 1925 in Leningrad bei Natalja Dawidowna Flittner Ägyptologie und Vorderasiatische Altertumskunde. Schon während seines Studiums nahm er an archäologischen Exkursionen in den nördlichen Kaukasus und nach Transkaukasien teil. Später leitete er eine Grabungsexpedition nach Nubien und wurde auch wegen dieser und seiner Expedition in das armenisch-ostanatolische Grenzgebiet international bekannt. Seit 1931 war er wissenschaftlicher Mitarbeiter der Eremitage, wurde 1948 deren stellvertretender Direktor und seit 1953 auch der Leiter des Leningrader Abteilung des archäologischen Instituts der sowjetischen Akademie der Wissenschaften. Im Jahre 1964 wurde er als Nachfolger von Michail Illarionowitsch Artamonow zum Direktor der Eremitage bestellt. Gleichzeitig lehrte er auch an der Leningrader Universität, an der er dem Lehrstuhl für den Alten Orient vorstand.

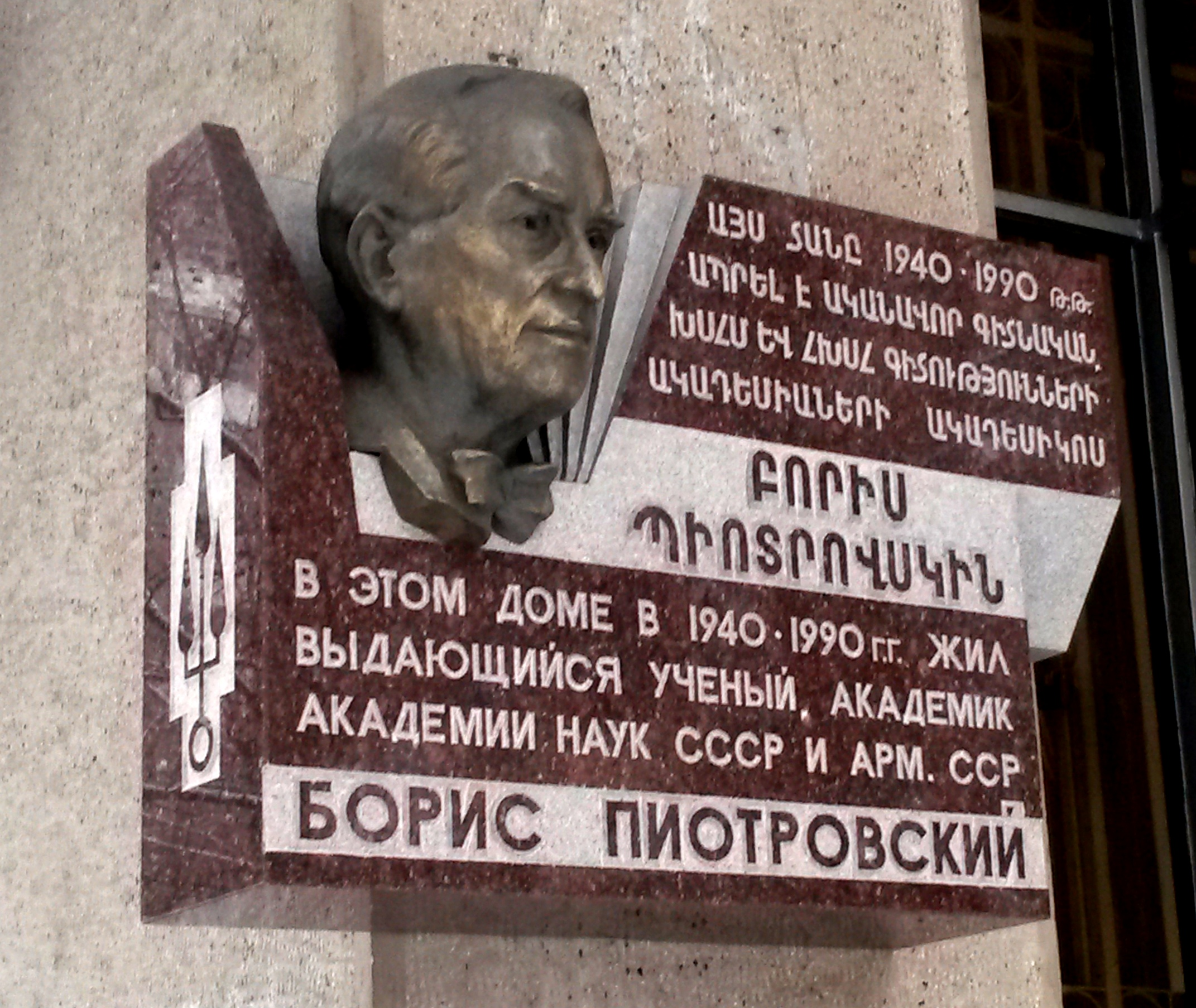
Gedenktafel in Jerewan

Boris Piotrowskis Forschungen widmeten sich vorrangig den Kulturen der Skythen, den vorderasiatischen, sowie den zentralanatolischen Völkern der frühen Antike. Sein besonderes Augenmerk galt dabei der bis dahin weitgehend unerforschten Geschichte des Königreichs Urartu, eines in der Zeit vom  9. bis zum 6. vorchristlichen Jahrhundert um das Gebiet des Vansees blühenden Staates. Er entdeckte und beschrieb die Kultur dieses Reiches und schilderte dessen Einfluss und Ausstrahlung auf den Vorderen Orient und die frühgriechische mediterrane Welt. Bei der Leitung der Eremitage und seinen Forschungsergebnissen wahrte er trotz der in der Welt herrschenden ideologischen Spannungen absolute wissenschaftliche Objektivität.
1970 wurde er zum Mitglied der Akademie der Wissenschaften der UdSSR gewählt. Neben zahlreichen anderen Ehrungen wurde Piotrowski am 5. Juni 1984 in den Orden Pour le Mérite für Wissenschaft und Künste als ausländisches Mitglied aufgenommen. Seit 1967 war er korrespondierendes Mitglied der British Academy und seit 1968 der Bayerischen Akademie der Wissenschaften.
Er war verheiratet mit der armenischen Archäologin Hripsime Dschanpoladjan. Ihr Sohn Michail Borissowitsch Piotrowski (* 1944) ist seit 1992 Direktor der Ermitage.